# Рудьский культовый камень
Рудьский культовый камень (также Рудянский культовый камень, Рудьская лапидарная стела, Поклонный камень Рудь, Христианское святилище тиверцев на Среднем Днестре; рум. Stela lapidară cu semne şi simboluri medievale de la Rudi, Piatră de închinare medievală de la Rudi) — мегалитический памятник раннесредневекового времени, расположенный у села Рудь в Молдавии.

## Описание
Уникальный памятник историко-культурного наследия, открытый и изученный И.А.Бондарем, был обнаружен на территории Рудь-Арионештской микрозоны в Северной Молдавии, и фактически локализуется на стыке двух историко-географических областей — Подолья и Бессарабии.
Рудьский культовый камень находится на высоте порядка 150 метров над уровнем моря, в глубине лесной чащи на живописном мысу, расположенном по линии водораздела между каньоном реки Днестр и каньоном ручья Бульбоана. Камень-святилище — представляет собой монолит пирамидальной формы, вырезанный из отдельно стоящей скалы и обладает ярко выраженными «головой» и «туловищем», придающие ему выделяющийся архаичный антропоморфный облик.
Высота лицевой стороны культового камня — порядка 3 метров от основания до «макушки головы», высота алтарной полки — порядка 1 метра от основания, ширина лицевой стороны у основания — порядка 5 метров, толщина у основания порядка — 1 метра.
Рудьский камень — культовый памятник периода раннего распространения христианства в Днестровско-Прутском междуречье. Камень-святилище является центральной доминантой раннесредневекового археологического комплекса IX—X вв, предназначался для нужд культового, а также календарного характера, и ориентирован на астрономически важные события. Относится к Алчедар-Екимауцькому компоненту Лука-Райковецкой археологической культуры.
Уникальный объект не имеет прямых известных аналогов и содержит в себе признаки влияния Первого Болгарского царства, Древней Руси, Византии и Скандинавии. На сакральном объекте представлены солярные и лунарные знаки, человекоподобные фигуры, крестообразные тамги, ранее неизвестный тип двузубца.
Лицевая сторона памятника Раннего Средневековья, конструктивно состоит из: престола древнего типа. и антропоморфной стелы с «туловом» и «головой».
В композиционном отношении «архитектура святилища» составлена из следующих не разделимых друг с другом компонентов: престола древнего типа с ритуальными стоками для пролива жидкости, исходящими из центральной части алтарной полки; двух небольших прямоугольных ниш для раннесредневековых каменных, бронзовых или свинцовых икон, расположенных над престолом древнего типа, в центральной части культового камня; архаичной поверхности тулова испещрённого символами и знаками, с большим углублением в виде трилистника, занимающего большую часть тулова антропоморфной стелы поклонного камня; «головы» архаичного вида, зонально отделённой от тулова выраженной бороздкой.
«Голова» Рудьского поклонного камня, также покрыта символами и знаками, по большей части космогоническими среди которых имеется свастика, мировое дерево, знаки солнца и звёзд и т. д. «Голова» культового камня с космогоническими символами и знаками, представляет собой — модель мира. На поклонном камне (как на престоле древнего типа, так и на боковых сторонах, а также на «макушке головы» имеются сакральные чашевидные углубления и подобные им лунки.
В центральной области тулова имеется отверстие, предположительно для крепления факела. Знаки и символы лицевой стороны структурированы в три семантические сюжетные группы: на «голове» антропоморфной стелы культового камня, находится первая сюжетная зона — повествующая о сотворении мира; на тулове расположена вторая сюжетная зона — повествующая о Троице; третья сюжетная зона — повествующая об Иисусе Христе и защите Христовой, возвышается над прямоугольными нишами для икон, в правом нижнем углу антропоморфной части стелы.
Оборотная сторона Рудьского поклонного камня — представляет собой относительно ровную плоскость, испещрена в хаотичном порядке разнообразными, в том числе и очень редкими типами крестов, антропоморфными фигурками, встречается наложение одних знаков на другие.
Между алтарём древнего типа и туловом антропоморфной стелы, сохранился целый ряд глубоких следов от врезания металлических клиньев ваятелей этого древнего святилища, также имеются многочисленные следы шлифовки и иной обработки.
На создание Рудьского культового камня были потрачены большие ресурсы, а его формирование и обработка требовали развитой металлургической отрасли того времени, о чём свидетельствует более десятка вертикальных борозд от вбитых металлических клиньев над алтарной плоскостью поклонного камня. Известно, что у летописных тиверцев и уличей, живших на землях Среднего Днестра, была сильно развита металлургия и железоделательное производство, что подтверждается обнаружением большого количества сыродутных горнов. Поклонный камень Рудь находится на территории одного из 4 известных металлургических центров племенных гнезд тиверцев VIII-X веков, напротив (через Днестр) металлургического центра племенного гнезда уличей. Так, на расстоянии порядка 1 км от поклонного камня «Рудь» располагается поселение Рудь ХХ, открытое в конце 70-х гг. Во время археологических исследований в 1980 г. на поселении Рудь ХХ были обнаружены пять домниц для выплавки железа, яма для обогащения железной руды, собрано 57,7 кг железного шлака. В раскопках поселения Рудь ХХ в 1982 г. было собрано 10,5 кг железного шлака, фрагменты воздуходувныхсопел, фрагменты стенок домниц, два вида железной руды. Рудьский культовый камень астрономически ориентирован таким образом, что в полдень, во время летнего и зимнего солнцестояний, светило находилось над «головой» антропоморфной стелы.

## Краткое описание трёх сакральных сюжетов, символов и знаков
Лицевая сторона: Архитектура поклонного камня и выразительная скульптура его лицевой стороны, сильно подчеркивается системой лапидарных знаков. Три сюжета знаков выстраиваются в симметрически чёткую, последовательную и лаконичную систему с ярко-выраженной семантикой сакрального объекта.
Первый сюжет является моделью мира и иллюстрирует мир божественный и запредельный для человека и находится на «голове» антропоморфного камня, он же демонстрирует связь мира человеческого с миром божественным, посредником которого является столбовой крестообразный идол, по-видимому, переосмысленный как поклонный крест с распятьем Иисуса Христа, ему поклоняется фигурка человека, и образ Оранты. Первый сюжет несет в себе космогоническую вертикаль «Небо — Земля» посредством изображения столбового идола — поклонного креста, и мирового дерева.
Второй сюжет изобилует лапчатыми крестами и другими христианскими и дохристианскими символами, повествует о триединстве Бога, содержит отсылку к распятию и основывается на религиозной вертикали «Небеса — Ад».
Третий сюжет посвящен образу Иисуса Христа и иконным нишам, в которые, предположительно, вставлялись стеатитовые или литые византийские иконы. Именно к середине IX века в Византии окончательно побеждают почитатели икон и иконы становятся одним из важнейших атрибутов христианской веры византийской традиции. Изображение Иисуса Христа в сочетании с княжеским двузубцем и знаком защиты является ядром третьего сюжета. Образ Христа с нимбом находится под изваянной в камне книгой в форме кодекса с крестом, что может быть отсылкой к Евангелию. Что же касается скандинавской руны старшего футарка R — Альгиз ᛉ, выступающей в роли идеограммы христовой «защиты», её использование стоит рассматривать в общем ключе достояния североевропейской культуры и как пример теснейших экономических и культурных связей со Скандинавией в эпоху раннего средневековья. Третий сюжет образует единую композиционную симметрию с иконными нишами, престолом древнего типа и центральными жёлобками для пролива жидкости.
В центре поклонного камня находится символ, условно называемый «Тавро», являющийся обобщающим как для всех трех сюжетных зон, так и для многогранности семантики, заложенной в данный объект в роли «центра мира».
Оборотная сторона: Сюжетные зоны — группы знаков, объединенных общей композиционной и семантической структурой, — не встречаются, однако встречаются композиции из двух антропоморфных крестов, крестоподобных человеческих фигурок, «несущих» кресты, и т. д.
Интересным объектом является двенадцатиконечный четырехчастный центральносимметричный криновидный крест, (В данном случае термин «криновидный» имеет весьма условный характер, так как крест, скорее, напоминает центральносимметричное сочетание 4 знаков, наподобие скандинавских рун R — Альгиз ᛉ старшего футарка) в правой нижней части оборотной стороны камня. Три элемента условного «крина» верхней части креста подверглись эрозии, вследствие чего произошло обрушение перегородок, разделяющих три верхних конца двенадцати-конечного креста. Полная аналогия данному кресту обнаруживается на стенах скальной церкви № 7 комплекса восточной части Загайтанской скалы Инкермана, и в церкви скального комплекса Челтер-Мармара в Крыму. Частичная аналогия вырезана христианами на камнях кладки дромоса гробницы Царского кургана в Керчи, и датируется эпохой Раннего Средневековья. Подобный крест, датируемый XI—XII веками, имеется в церкви № 21 из долины Гереме в Каппадокии. Знак, аналогичный данному кресту, известен и у ильменских (новгородских) словен. Обозначенный тип креста наиболее часто встречается в XI—XIV веках.
На оборотной стороне камня Рудь не встречаются лапчатые кресты, характерные для лицевой стороны поклонного камня. Часто встречаемый элемент на крестах оборотной стороны — это трёхлепестковые криновидные лопасти нескольких крестов имеющие аналогию с некоторыми крестами «скандинавского типа».

## История открытия и исследования
Святилище «Рудьский культовый камень», было открыто входе целенаправленных поисков лапидарных памятников историко-культурного наследия раннесредневекового периода в микрозоне Рудь-Арионешты. Обнаружению предшествовала гипотеза автора открытия, полностью подтвердившаяся входе поисковых мероприятий 2017 года. Несмотря на то, что открытие нового памятника произошло в зоне, где десятилетиями работали археологические экспедиции, а неподалёку расположено село Рудь и знаменитый Рудянский Троицкий монастырь XVIII века, Рудьский культовый камень оставался неизвестным, так как, был скрыт от глаз толстым слоем мха и иной растительности, а также многовековыми наносами, чем круглогодично походил на обычную скалу, характерную для каньонов Рудь-Арионештской микрозоны.
Введение в научный оборот, началось 29-30 октября 2020 года, с полей
ХХХ Ежегодной научной конференции с международным участием «Исследование, документирование и освоение историко-культурного наследия», Национального музея истории Молдовы, в ходе которой было заявлено об открытии и исследовании, а его результаты прошли апробацию научного сообщества.
В июне 2021 года, были проведены археологические изыскания, организованные Игорем Бондарем и Национальным археологическим агентством Республики Молдова, во главе с учёным-археологом Владом Ворником. 16-17 июня 2021 года, учёными были сделаны соответствующие сообщения для общественности.
28 октября 2021 года, полноценная научная статья учёного-первооткрывателя, посвящённая исследованию Рудьского культового камня, а также расшифровке и интерпретации его символов и знаков, вышла в свет в научном журнале Национального музея истории Молдовы — «Тирагетия, № 1, Археология. Античная история». Рецензентами исследования были известные и выдающиеся учёные — видные специалисты по Раннему Средневековью: Георгий Постикэ (Gheorghe Postică) и Ион Тентюк (Ion Tentiuc).
В ноябре 2021 года, вышла в свет вторая научная статья по Рудьскому культовому камню, на этот раз в международном научном журнале Института археологии имени А. Х. Халикова Академии Наук Республики Татарстан — Археология Евразийских степей.
23 мая 2023 года, в столице Болгарии, городе София, в сборнике в честь 70-летия болгарского археолога Бориса Борисова, было опубликовано новое исследование по Рудьскому культовому камню — «Первое болгарское царство как возможный фактор культурного и религиозного влияния на появление раннесредневекового христианского святилища тиверцев на Среднем Днестре».

## Значение
Исследования свидетельствует о том, что поклонный комплекс был культовым центром крупного племенного гнезда тиверцев, древним христианским храмом под открытым небом. Почитать храм могли и представители разных народов, и разных верований, перемещающихся по второму международному торговому пути «из варяг в греки» по маршруту: Балтийское море — Висла — верховья Западного Буга — Днестр — Чёрное море. Константин Багрянородный пишет, что «по сю сторону Днестра, в краю, обращенном к Булгарии, у переправ через эту реку, имеются пустые крепости, посреди самих строений древних крепостей, обнаруживаются некие признаки церквей и кресты, высеченные в песчанике». Далее перечисляются шесть крепостей и говорится о предании, согласно которому византийцы некогда имели там поселения. Данное историческое сообщение дополнительно подтверждает наличие византийского присутствия на Днестре до X века. Вполне допустимо предположить, что Византия как прямым, так и косвенным образом, оказала прямое влияние на христианизацию местного населения протогосударственного образования тиверцев и уличей, в эти же века, что отражается в древнерусской летописи Повести временных лет: «седяху бо по Днестру оли до моря» и «приседяху к Дунаеви», называемых греками «Великая скуфь». Таким образом, совершенно не удивительна вероятность принятия христианства византийской традиции местным княжеством, наряду с Болгарией, Сербией, более чем за век до крещения Руси. Возможно, три сюжета поклонного камня в какой-то степени передают библейские сказания о сотворении мира, распятие Иисуса, воскрешение и защиту рода человеческого.
Рудьский культовый камень — имеет огромное значение для понимания раннесредневековой истории земель в междуречье Прута и Днестра, чересполосного проживания таких этносов как славяне и восточные романцы, международного и межкультурного взаимодействия славянского, тюркского, романского и древнегерманского миров. Данное обстоятельство делает уникальный памятник Раннего Средневековья — международно значимым объектом историко-культурного наследия.